# Markgrevskabet Baden
Markgrevskabet Baden var en tysk stat, der eksisterede fra 1112 til 1803. 
Landet var flere gange delt i mindre stater. Den vigtigste deling fandt sted i 1535, da landet blev delt i markgrevskaberne Baden-Durlach og Baden-Baden. Genforeningen fandt sted i 1771. 

## Storhertugdømmet Baden
Landet blev et kurfyrstendømme i 1803, og i 1806-1918 var staten kendt som Storhertugdømmet Baden.  